# Leucochrysa apicalis
Leucochrysa apicalis är en insektsart som beskrevs av Banks 1915. Leucochrysa apicalis ingår i släktet Leucochrysa och familjen guldögonsländor. Inga underarter finns listade i Catalogue of Life.